# Lara Mechnig
Lara Mechnig (* 25. Februar 2000) ist eine liechtensteinische Synchronschwimmerin.

## Karriere
Lara Mechnig besuchte von 2011 bis 2014 die Sekundar-Sportschule Liechtenstein und anschließend das  Liechtensteinische Sportgymnasium. Sie nahm an den Schwimmweltmeisterschaften 2017 und 2019 sowie an den Europaspielen 2015 und einigen Europameisterschaften teil. 2021 startete sie zusammen mit Marluce Schierscher bei den Olympischen Sommerspielen 2020 in Tokio. Die beiden Liechtensteinerinnen belegten im Duettwettkampf den 17. Platz und waren dadurch die erste Synchronschwimmerinnen ihres Landes, die an Olympischen Spielen teilnahmen. Während der Schlussfeier war sie die Fahnenträgerin ihrer Nation.